# おおきく振りかぶって ホントのエースになれるかも
『おおきく振りかぶって ホントのエースになれるかも』（おおきくふりかぶって ホントのエースになれるかも）は、漫画『おおきく振りかぶって』のニンテンドーDSゲーム化作品。ガイズウェアが開発しマーベラスエンターテイメントより2007年12月13日に発売。初回特典にはDS専用ユニフォーム型オリジナルクリーナーが付属。

## 概要
東京ゲームショウ2007の出展作品。会場ではゲームのプロモーション活動として代永翼、中村悠一、下野紘によるトークショーが行われた。また、キャンペーンボーイには代永翼と中村悠一が起用され、公式ホームページや公式提携雑誌である『B's-LOG』にてインタビューやゲームのプレイを交えたレポートを行った。前述の「おおきく振りかぶって 〜オレらの夏は終わらない」の発売を記念し、会場で配布されたオリジナルカードの絵柄を用いた壁紙が配布されている。
主人公の三橋廉を通じ、部員達との親睦を深め、試合に勝利していくことが目的のコミュニケーション型シミュレーションゲームであるが、メーカーのゲーム説明とは裏腹に、男性キャラクターを中心としたキャラクターゲーム要素が強いのが特徴。このため篠岡千代、百枝まりあなど主要な女性キャラには信頼度などのパラメータ・個別イベント・個別キャラクターED・キャラクターボイスが存在しない。これに対し、浜田良郎は試合に登場しないにもかかわらず、メインキャラクターの1人として扱われている。
ゲームシナリオは、中盤まではTVアニメ・原作漫画のシナリオをベースにしており、それにゲームオリジナルのエピソードを追加したものとなっている。後半からはキャラクターの日常生活を描くエピソード集となっており、桐青との試合までが描かれている。

## システム
基本的に部員たちとの交流を行う会話パートを主軸とし、ミニゲームによってパラメータを上昇させる部活パートが組み合わされて構成されている。
打力・体力・守備力の3つの要素からなる各部員のパラメータおよび主人公との信頼度が試合の結果に大きな影響を及ぼす。パラメータは先のとおりミニゲームによって上昇し、信頼度は会話や試合、ミニゲームにより上昇する。11人の部員達および応援団長との信頼度を上昇させ試合に勝利して行き、彼らとのイベントやCGを鑑賞することが主な目的となる。また、最終的にもっとも高い信頼度を持つキャラクターとの個別エンディングを迎え、そのキャラクターのシステムボイスを獲得することができる。攻略可能なキャラクターは三橋・阿部・花井・田島・栄口・水谷・泉・沖・巣山・西広・浜田の11人である。
1週間のタイムシフト制で進行される。三橋は月曜日から土曜日までの間を学校で過ごし、日曜日に練習試合を行うことになる。ここで敗退した場合にはゲームオーバーとなってしまう。また、テスト期間では、野球のかわりに学力テストが行われる。ミニゲームとして選択式の学力クイズが発生し、合格点が取れなかった場合にもゲームオーバーとなる。

## ギャラリー
ゲーム中において獲得したキャラクターボイス、イベントCG、イベントの回想、音楽の再生が行えるコレクションモード。
キャラクターボイス
攻略可能な11人のキャラクターのボイスを再生することができる。個別エンディングを見ることで再生可能なボイスが増加する。
イベントCG
ゲーム内で発生するキャラクターたちの日常を描いたCGを鑑賞することができる。ゲーム内でCGを獲得するごとに増加する。本作では約40枚の描き下ろしCGが存在するが、このうち試合に関連したCGは存在しておらず、試合でのCGは全てTVアニメからの流用が用いられている。
イベント回想
ゲーム内で発生するキャラクターたちの日常での出来事を回想できる。ゲーム内でイベントを発生させるごとに増加する。
サウンドテスト
ゲーム内の音楽を再生できる。ゲームクリアすることで出現し、最初から全ての音楽を楽しむことができる。

## 一日の構成

### 月曜日 - 土曜日
登校時間
朝に発生する会話パート。10人の部員からランダムで遭遇する人物と登校する。かわりに部員からメールが届くこともある。登校した人物との会話イベントが発生し信頼度が上昇する。
教室イベント
学校内で発生する会話パート。ランダムで遭遇した人物と会話する。会話した人物との信頼度が上昇し、そのときの信頼度合計値によってキャラクター個別のイベントが発生。イベントテキストとイベントCGを獲得することができる。
部活パート
4種類のミニゲームによってパラメータと信頼度を上昇させる。ミニゲーム後には部員全体との信頼度合計値によって様々なイベントが発生。イベントテキストとイベントCGを獲得することができる。
帰宅パート
部活動後に発生する会話パート。3グループに分かれた部員達のなかから一緒に帰宅するグループを選択する。選択したグループとは会話イベントが発生し、そのグループに属するキャラクターとの信頼度が上昇する。

### 日曜日
他校との練習試合を行う。テキストを読み進めながら進行し、途中で複数発生するミニゲームによって試合の結果が決まる。全てのミニゲームをクリアしなければその時点でゲームオーバーとなる。
試験週間
試験週間の間は三択式の学力クイズが発生する。図書館に集まった部員達の中から、国語・社会・理科・数学・英語の好きな勉強グループを選択し、そのグループと勉強を行う。選択したグループに属するキャラクターとの信頼度が上昇する。

## ゲーム雑誌における評価
ゲーム雑誌『週刊ファミ通』においては、野球の要素をないがしろにしたゲーム構成であり、システムの不備、シナリオの粗さ、操作性の劣悪さが指摘され酷評された。
その一方で、女性向けゲーム雑誌『電撃Girl's Style』『B's-LOG』においては、男性部員達との会話を楽しめる点、多数の男性声優の声が聞ける点が評価された。公式提携雑誌である『B's-LOG』においては乙女ゲーの一種として紹介されている。このようにゲームに対して求める内容によって、大きく評価が分かれる作品となっている。

## スタッフ
- 原作 - ひぐちアサ
- キャスト - 代永翼、中村悠一、谷山紀章、下野紘、佐藤雄大、鈴木千尋、保村真、福山潤、木村良平、角研一郎、私市淳
- プロデューサー - 飛塚剛、亀谷恒治
- ディレクター - 藤生佳恵、酒井優海
- プログラム - 武藤賢
- スクリプト演出 - 幸吉隆
- スクリプト - 井上孔明
- 制作進行 - 村本シュウイチ
- シナリオ監修 - ヤスカワ正吾、桜井慧美子
- シナリオ - カワバタミドリ、梶原有生
- システムグラフィック - 村本シュウイチ、武田清子
- 作画監督 - 高田晃、杉山東夜美
- 原画 - 松林唯人、内木美佳、満仲勧、富田収子、Wish（鈴木泰子、深谷裕一郎）
- 背景 - Y.A.P、石垣プロダクション（長谷川弘行、伊藤朱美、福島孝喜、田村文香、宍戸太一）、大塚伸弘
- アニメーション制作 - A-1 Pictures
- 製作協力 - 講談社、アメージング、オーラシア
- 製作 - ガイズウェア
- 製作著作 - マーベラスエンターテイメント